# Аронов, Аркадий Гиршевич
Аркадий Гиршевич Аронов (26 июля 1939, Ленинград — 13 ноября 1994, Реховот) —  советский и российский физик-теоретик, член-корреспондент РАН (избран в 1991, член-корреспондент АН СССР с 15 декабря 1990).
Окончил электрофизический факультет ЛЭТИ (1962).
Работал в Институте полупроводников, который позднее был присоединён к ФТИ. В 1974—1991 годах в Ленинградском институте ядерной физики. С 1991 года руководитель сектора квантовых когерентных явлений ФТИ.
Умер 13 ноября 1994 года после тяжёлой болезни.
В основном труды по физике твёрдого тела. Исследовал свойства полупроводников и диэлектриков, кинетические явления в полупроводниках, труды по сверхпроводимости, фазовым переходам «металл—диэлектрик».
Один из открывателей эффекта Бира — Аронова — Пикуса.

## Публикации
- А.Г. Аронов, В.С. Оскотский. VI всесоюзное совещание по теории полупроводников // УФН. — 1966. — Т. 88, № 1. — С. 161-177.
- А.Г. Аронов. Спиновая инжекция в металлах и поляризация ядер // Письма в ЖЭТФ. — 1976. — Т. 24, № 1. — С. 37-39.
- А.Г. Аронов. Парамагнитные эффекты в сверхпроводниках // Письма в ЖЭТФ. — 1978. — Т. 18, № 6. — С. 387-390.
- Altshuler BL, Aronov AG, Lee PA. Interaction effects in disordered Fermi systems in two dimensions // Phys. Rev. Lett. — 1980. — Т. 44, № 19. — С. 1288–1291. — doi:10.1103/PhysRevLett.44.1288.
- Sivan U, Imry Y, Aronov AG. Quasi-particle lifetime in a quantum dot // Europhys. Lett. — 1994. — Т. 28, № 2. — С. 115. — doi:10.1209/0295-5075/28/2/007.
- Aronov AG, Hikami S, Larkin AI. Gauge invariance and transport properties in superconductors above Tc // Phys. Rev. B. — 1995. — Т. 6, № 19. — С. 3880-3885. — doi:10.1103/PhysRevB.51.3880. — PMID 9979207.